# Парняков Серафим Платонович
Серафи́м Плато́нович Парняков (1 (14) січня 1913, Афурино — 9 березня 1987, Київ) — радянський вчений в галузі приладобудування, доктор технічних наук (з 1967 року), Герой Соціалістичної Праці, лауреат Державної премії СРСР.

## Біографія
Народився 14 січня 1913 року в селі Афуриному (нині Великоустюзького району Вологодської області). У 1931 році закінчив Великоустюзький сільськогосподарський технікум, в 1937 році — Ленінградський інститут точної механіки і оптики за фахом «інженер-механік».
- в 1937–1938 роках працював заступником начальника цеху Красногорського оптико-механічного заводу (місто Красногорськ, Московської області);
- в 1938–1941 роках — заступник головного технолога Ізюмського оптико-механічного заводу (місто Ізюм, Харківської області);
- у 1941 році разом із заводом евакуйований у місто Томськ Новосибірської області;
- з 1943 по 1946 рік — заступник начальника цеху Загорського оптико-механічного заводу (місто Загорськ, Московської області);
- з 1946 по 1956 рік — начальник центральної заводської лабораторії заводу «Арсенал» (місто Київ);
- З 1956 по 1987 рік — головний конструктор Центрального конструкторського бюро заводу «Арсенал».

Могила Серафима Парнякова

Помер 9 березня 1987 року. Похований в Києві на Байковому кладовищі (ділянка № 31).

## Наукова діяльність
Займався науковими дослідженнями в області оптичної техніки, високоточними системами кутових вимірів, автономного визначення азимутальних напрямків.
Був головним коструктором з розробки систем прицілювання балістичних оперативно-тактичних («Скад-А»,-В,-С, «Темп», «Темп-С», «Точка», «Точка-У», «Ока-У») і стратегічних бойових ракетних комплексів стаціонарного (наземного — Р-7А, Р-9А, Р-12, Р-14, Р-16 і шахтного Р-9А, Р-12У, Р-14У, Р-16У, Р-36, Р-36П, УР100, УР-100К, УР-100Н, УР-100НУ, МР-УР-100, Р-36М, Р-36МУ, Р-36М2), мобільного (ґрунтового — РТ-2ОП, «Темп-2С», «Піонер», «Піонер-3», «Тополя» та залізничного — РТ-23УТТХ) і морського (Р-11ФМ, Р-13, Р-21, Р- 27, Р-27У, Р-27К, Р-29, Р-29Р, Р-31, Р-39, Р-29РМ з різними їх модифікаціями) базування.
Був також головним конструктором систем прицілювання крилатих ракет, що запускаються з підводних і надводних кораблів ВМФ (П-5, П-5Д, П-6, П-7, П-35, «Метеорит-М», «Граніт», «Яхонт»), а також систем прицілювання ракет-носіїв космічних апаратів («Восток», «Восход», «Союз», «Космос», «Космос-2», «Космос-3», «Інтеркосмос», «Циклон», «Циклон−2», «Циклон-3», «Протон», «Протон-К», «Зеніт», «Енергія-Буран»).
Головний конструктор по розробці бортових оптико-електронних приладів орієнтації штучних супутників Землі.
Автор 76 винаходів, багатьох наукових та науково-технічних публікацій.

## Відзнаки
Герой Соціалістичної Праці (з 1969 року), лауреат Державної премії СРСР (1970).
Нагороджений двома орденами Леніна (в 1961 і 1969 роках), двома орденами Трудового Червоного Прапора (в 1957 і 1964 роках), орденом Жовтневої Революції (1976), орденом «Знак Пошани» (1959), багатьма медалями, в тому числі золотою медаллю імені С. П. Корольова АН СРСР (1970) і медаллю імені М. К. Янгеля (1981), заснованою Федераціями космонавтики СРСР і України.

## Пам'ять
У Києві, на будівлі ЦКБ «Арсенал» по вулиці Князів Острозьких, 8, Серафиму Парнякову встановлено меморіальну дошку.